# Rudi Schade
Rudi Schade (* 5. Februar 1914 in Berlin; † 24. Juli 1981 in West-Berlin) war ein deutscher Politiker (SPD).
Schade besuchte von 1927 bis 1933 die „Karl-Marx-Schule“ im Bezirk Neukölln. Schon als Kind wurde er 1924 Mitglied der „Kinderfreunde“ und ab 1928 Mitglied der Sozialistischen Arbeiter-Jugend (SAJ). 1932 trat er der SPD bei. Nach der Schulzeit machte er von 1933 bis 1937 eine Lehre als Schriftsetzer und in diesem Beruf arbeitete Schade auch. 1944 machte er sich selbständig und betrieb ein Papier- und Schreibwarengeschäft in Neukölln.
Nach dem Zweiten Weltkrieg war Schade wieder für die SPD aktiv. Bei der Wahl zum Abgeordnetenhaus 1958 wurde er zunächst in die Bezirksverordnetenversammlung von Neukölln gewählt, da aber Bruno Lösche als Bezirksstadtrat das Mandat im Abgeordnetenhaus ablehnte, rückte Schade sofort nach. Nach der Wahl 1963 wurde er Bezirksverordneter in Neukölln, bis Walter Günther im November 1965 sein Mandat niederlegte. Schade rückte erneut nach und blieb bis 1975 Mitglied des Abgeordnetenhauses.
Schade war unter anderem geschäftsführender Vorsitzender des Berliner Landesverbands des Deutschen Freidenker-Verbands.